# Taurociamina quinasa
La taurociamina quinasa (EC 2.7.3.4) es una enzima que cataliza la siguiente reacción química:
Por lo tanto, los dos sustratos de esta enzima son ATP y taurociamina, mientras que sus dos productos son ADP, fosfotaurociamina y un ion hidrógeno.

## Clasificación
Esta enzima pertenece a la familia de las transferasas, más específicamente a aquellas fosfotransferasas que transfieren un grupo con fósforo utilizando un nitrógeno como aceptor.

## Nomenclatura
El nombre sistemático de esta clase de enzimas es ATP:taurociamina N-fosfotransferasa. Otros nombres de uso común pueden ser taurociamina fosfotransferasa, y ATP:taurociamina fosfotransferasa.

## Papel biológico
Esta enzima participa en el metabolismo de la taurina e hipotaurina y en algunos organismos en el sistema fosfágeno taurociamina / fosfato.